# Souza Soares
Grêmio Recreativo Escola de Samba Souza Soares é uma tradicional escola de samba de Niterói.

## História
A escola sagrou-se campeã do Carnaval Niteroiense em 1989.
Durante a década de 2000, a agremiação participou do Carnaval de São Gonçalo, durante quatro anos,. Em 2010, retornou ao Carnaval de Niterói. Em 2011 com um enredo homenageando Noca da Portela, foi a última colocada do grupo Especial, o que resultou no seu rebaixamento para o grupo de Acesso. Em 2022 ficou em 4° lugar com o enredo Do Nordeste ao Sertão, Niterói tem São João. 

## Segmentos

### Presidentes
|  | Nome                   |  | Mandato              |  | Ref.  |
|  | ---------------------- |  | -------------------- |  | ----- |
|  | Graham Bell Nascimento |  | 2001 - 2012          |  | [ 4 ] |
|  | Iran Robinson          |  | 2019 2023 Atualmente |  |       |

### Intérprete
|  | Nome                 | Mandato                       |
|  | -------------------- | ----------------------------- |
|  | 2010                 | Rico Medeiros                 |
|  | 2011                 | Leonardo Bessa                |
|  | 2012-2016            | Nem Mocidade e Fernanda Lopes |
|  | 2022 2023 atualidade | Edu Cigano                    |

## Carnavais
| Ano                                                                          | Colocação                                                                    | Divisão                                                                      | Enredo | Carnavalesco | Ref.         |
| 1979                                                                         |                                                                              |                                                                              | Do país do carnaval à Tieta do Agreste | | [ 5 ]        |
| 1981                                                                         |                                                                              |                                                                              | Por ser um dia de sábado | | [ 5 ]        |
| 1982                                                                         |                                                                              |                                                                              | Tá tudo bem? Sei lá... Vamos à luta que a vida é curta                                                                                                | | [ 5 ]        |
| 1986                                                                         |                                                                              |                                                                              | A história que o branco escondeu | | [ 5 ]        |
| 2010                                                                         | 6º lugar                                                                     | Especial (primeira divisão)                                                  | Maria Quitéria de Jesus, o Soldado Medeiros (Compositores:Cabral, Fernanda Lopes, Antônio Carlos e Pará da Souza.                                     | Chico Correa | [ 4 ]        |
| 2011                                                                         | 7º lugar (rebaixada)                                                         | Especial (primeira divisão)                                                  | Noca da Portela, o Comendador do Samba | Chico Correa |              |
| 2012                                                                         | 7º lugar                                                                     | Acesso (segunda divisão)                                                     | Matriz Afro do Povo Brasileiro | Chico Correa |              |
| 2013                                                                         | 7º lugar                                                                     | Acesso (segunda divisão)                                                     | Assim Sou | Chico Correa |              |
| 2014                                                                         | 3º lugar                                                                     | Acesso (segunda divisão)                                                     | Garantido e Caprichoso: Um festival de cores na ilha encantada                                                                                        | Betto Reis |              |
| 2015                                                                         | Campeã                                                                       | Acesso (segunda divisão)                                                     | Cris Alves: Rainha do Ébano, Estrela de Todos os Carnavais Compositores: Sardinha, Diego Nicolau, Gustavo Soares, Wagner Big, Gabriel Martins e Tartá | Betto Reis | [ 6 ] [ 7 ]  |
| 2016                                                                         | 6º lugar                                                                     | Especial (primeira divisão)                                                  | Nas ruas e salões as marchinhas embalam os foliões | Betto Reis |              |
| 2017                                                                         | 8º lugar                                                                     | Especial (primeira divisão)                                                  | Mestre Cartola o Divino Poeta do Samba | Comissão de Carnaval Antônio Carlos, Magali Cruz, Luiz Ivo, Amarilson Checha Marcio Rangel, Sol Ferreira, Luciana Silveira |              |
| 2018                                                                         | 6º lugar                                                                     | Grupo A (primeira divisão)                                                   | Os Frutos Pescados... A Souza mostra o Mercado | Comissão de Carnaval Antônio Carlos, Magali Cruz, Luiz Ivo, Amarilson Checha Marcio Rangel, Sol Ferreira, Luciana Silveira |              |
| 2019                                                                         | 3ª lugar                                                                     | Grupo A (primeira divisão)                                                   | África Negra: O exuberante berço da humanidade! | Comissão de Carnaval Antônio Carlos, Magali Cruz, Luiz Ivo, Amarilson Checha Marcio Rangel, Sol Ferreira, Luciana Silveira | [ 8 ]        |
| 2020                                                                         | 7º lugar                                                                     | Grupo A (primeira divisão)                                                   | Araribóia, Cobra Feroz - O Valente Cacique da Nossa Niterói                                                                                           | Betto Reis | [ 9 ] [ 10 ] |
| Os desfiles do Carnaval 2021 foram cancelados devido a pandemia de Covid-19. | Os desfiles do Carnaval 2021 foram cancelados devido a pandemia de Covid-19. | Os desfiles do Carnaval 2021 foram cancelados devido a pandemia de Covid-19. | Os desfiles do Carnaval 2021 foram cancelados devido a pandemia de Covid-19.                                                                          | Os desfiles do Carnaval 2021 foram cancelados devido a pandemia de Covid-19.                                               | [ 11 ]       |
| 2022                                                                         | 4º lugar                                                                     | Grupo A (primeira divisão)                                                   | Do Nordeste ao Sertão, Niterói Tem São João | Paulo Robbert e Paulo Cesar Lima                                                                                           |              |
| 2023                                                                         | 4º lugar                                                                     | Grupo A (primeira divisão)                                                   | Marias! Maria é um dom, mistura raças, conquistas, dores e alegrias                                                                                   | Paulo Cesar Lima |              |
| 2024                                                                         | 4º lugar                                                                     | Grupo A (primeira divisão)                                                   | Mãe Natureza, mais que princesa, Osùn é fertilidade e realeza                                                                                         | Flavinho Nunes |              |
| 2025                                                                         |                                                                              | Grupo A (primeira divisão)                                                   | Ita Puka - Uma História de Amor... | Flavinho Nunes |              |